# Аост
Аост (фр. Aoste) насеље је и општина у источној Француској у региону Рона-Алпи, у департману Изер која припада префектури Ла Тур ди Пен.
По подацима из 2011. године у општини је живело 2751 становника, а густина насељености је износила 280,14 становника/km². Општина се простире на површини од 9,82 km². Налази се на средњој надморској висини од 226 метара (максималној 256 m, а минималној 207 m).

## Демографија
| 1962. | 1968. | 1975. | 1982. | 1990. | 1999. | 2011. |
| ----- | ----- | ----- | ----- | ----- | ----- | ----- |
| 1.182 | 1.248 | 1.328 | 1.537 | 1.548 | 1.715 | 2.751 |

График промене броја становника у току последњих година